# Nitrate d'amyle
Le nitrate d'amyle ou nitrate de pentyle est un composé organique de la famille des nitrates d'alkyle, de formule CH3(CH2)4ONO2.  C'est l'ester de l'alcool amylique et de l'acide nitrique.  

## Applications
Comme la plupart des nitrates d'alkyle, le nitrate d'amyle est utilisé comme réactif en synthèse organique. Le nitrate d'amyle est aussi utilisé comme additif dans le diesel, où il sert  d'« améliorateur d'ignition » en accélérant l'ignition du carburant.
Il s'agit, historiquement, du premier médicament de l'angine de poitrine, dont l'utilisation a été décrite dès 1867.